# شوراب صغیر
شوراب صغیر در شهرستان سامان از توابع استان چهارمحال و بختیاری است. 

## جمعیت
این روستا در دهستان سامان قرار دارد و براساس سرشماری سال ۱۳۹۵ برابر ۳۲۹۴ نفر بوده‌است.